# Бутусов, Константин Иванович
Буту́сов Константи́н Ива́нович (26 февраля 1892, Угличский уезд Ярославской губернии — 29 января 1929, Ярославль) — заведующий губернским коммунальным отделом, инициатор строительства благоустроенного жилья в Ярославле.

## Биография
Родился в Покровской волости Угличского уезда, в крестьянской семье. После окончания сельской школы отправился в Ленинград, где работал конторщиком. В 1918 году закончил службу в армии и вернулся на родину. Был одним из организаторов комбедов, председателем волостного и уездного исполкомов в Угличе и Ярославле. Позже назначен заведующим городским и губернским коммунальными отделами.
Константин Иванович, будучи достаточно настойчивым в принятии решений и на пути к цели, сделал много для восстановления и развития хозяйства Ярославля, которое было разрушено гражданской войной. При нём были созданы жилищно-строительные кооперативы. К концу 1926 г. жилая площадь Ярославля увеличилась на 12,6 тыс. м². Было построено 38 жилых домов. В городе замощены тысячи кв. метров мостовых и тротуаров, улицы освещали более сотни электрических фонарей, а также уложены сотни погонных метров подземных сточных труб.
По инициативе Константина Ивановича началось строительство первого в городе благоустроенного жилого массива — Бутусовского посёлка, обеспеченного всем инженерным оборудованием. Первые пять 4-этажных домов были возведены в 1927—1929 гг.
29 января 1929 года К. И. Бутусов, находясь в служебной командировке в Москве, скоропостижно скончался. Товарищи Бутусова опубликовали статью в ярославской газете «Северный рабочий», где писали: «Пять новых домов, которые сейчас заселяются, они сложены не только из кирпича, но и из нервов Бутусова. На много лет они укоротили жизнь Константина Ивановича».

## Память
2 февраля 1929 года горсоветом было принято решение присвоить району вновь отстроенных и строящихся домов имя К. И. Бутусова. Первоначально дома имели общий адрес: Бутусовский посёлок с нумерацией от 1 до 7. В честь него назван и соседний Бутусовский парк.

В 1994 году на фасаде дома № 25/58 по улице Свердлова установлена памятная табличка из гранита. Её установили по инициативе родственников К. И. Бутусова. На табличке выгравирован портрет с годами жизни и словами:
В этом доме в 1929 году жил Бутусов Константин Иванович — заведующий губернским и городским отделами коммунального хозяйства, по инициативе которого был построен первый благоустроенный посёлок в городе Ярославле